# Marvin Gaye Live!
Marvin Gaye Live! drugi je uživo album američkog soul glazbenika Marvina Gayea, koji izlazi u lipnju 1974. godine, a objavljuje ga diskografska kuća 'Tamla (Motown)'.

## Osvrt

### Pregled uživo nastupa
1973. godine, Marvin Gaye je izdao svoj najprodavaniji studijski album Let's Get It On, koji je ujedno i najbolje prodani album 'Motown' umjetnika za cijelo vrijeme njegova trajanja. 'Motown Records' bila je Gayeva izdavačka kuća više od jednog desetljeća i imala je želju za objavljivanjem albuma s Gayevih nacionalnih turneja, međutim Gaye se žalio na veliku tremu za vrijeme nastupa, pogotovo nakon smrti njegove duet partnerice Tammi Terrell, koja je u listopadu 1967. godine umrla od tumora mozga. Nakon toga Gaye je pao u tešku depresiju i odbijao je raditi. Glazbom se bavio samo povremeno, uključujući honorarni rad u rodnom Washingtonu u svibnju 1972. godine i izvedbu u 'Kennedy Center', kao i kratko pojavljivanje u filmu Save the Children iz 1973. godine. Međutim velika uspješnost albuma Let's Get It On, povećala je Marvinovu potrošačku naviku i protiv svoje volje početkom 1974. godine kreće na novu glazbenu turneju po zemlji. Nakon nekoliko održanih koncerata Marvin 4. siječnja 1974. godine održava nastup u 'Oakland Coliseumu' ispred više od 10.000 obožavatelja.
Marvin izvodi novu skladbu koju je posvetio svojoj djevojci Janis Hunter, pod nazivom "Jan", i najuspješnije hitove iz 1970-ih, koji uključuju i njegove klasike iz 1960-ih poput "Fossil Medley". Tijekom održavanja turneje, Gaye je bio u velikoj depresiji, i organizatori su se pribojavali kako će ga javnost prihvatiti na sceni. Za testiranje javnosti, angažiran je njegov mlađi brat Frankie, koji je izlazio prije nastupa da se uvjeri kako je publika dovoljno pouzdana za Gayev izlazak. Još jedan problem se javio kada je Marvin izjavio da je uvjeren kako ga netko hoće ubiti, kako bi se zaštitio angažirao je zaštitare oko pozornice. To je kasnije zabilježeno u televizijskoj emisiji Midnight Special, tijekom uživo nastupa u rujnu na 'Braves Stadiumu' u Atlanti.
Najveću reakciju publike Gaye je dobio kada je izveo skladbu "Distant Lover", koju je izveo u sporijoj verziji, počevši ju kao nastavak pjesme "Don't Mess With Mister T". Ova izvedba uskoro je postala zaštitni znak Gayevog uživo nastupa i kasnije je nastavio izvoditi slične pjesme u tom stilu sve do kraja njegove glazbene karijere u 1980-ma.

## Popis pjesama
1. "Introduction"  – 0:34
2. "Overture" (Gaye)  – 2:21
3. "Trouble Man" (Gaye)  – 6:39
4. "Inner City Blues (Make Me Wanna Holler)" (Gaye, James Nyx)  – 3:25
5. "Distant Lover" (Gwen Gordy Fuqua, Gaye, Sandra Greene)  – 6:15
6. "Jan" (Gaye)  – 3:03
7. "Fossil Medley": "I'll Be Doggone"/"Try It Baby"/"Can I Get a Witness"/"You're a Wonderful One"/"Stubborn Kind of Fellow"/"How Sweet It Is (To Be Loved By You)"  – 11:36
8. "Let's Get It On" (Gaye, Ed Townsend)  – 4:45
9. "What's Going On" (Renaldo Benson, Al Cleveland, Gaye)  – 4:50

## Vanjske poveznice
- Allmusic.com - Live! - Marvin Gaye